# Ceresium obscurum
Ceresium obscurum là một loài bọ cánh cứng trong họ Cerambycidae.